# Струмоприймач

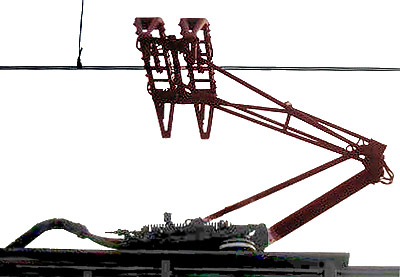

Струмоприймач, струмознімач — пристрій, що відводить електричний струм від контактних дротів або рейок до тягових двигунів моторних вагонів електротранспорту, транспортних і підйомно-транспортних машин (підйомних кранів) тощо. 

## Різновиди
Струмоприймачі розрізняють за умовами роботи та по конструктивному виконанню:
- Для струмознімання з повітряної контактної підвіски: пантографні, дугові, штангові;
- Для струмознімання з контактної рейки — рейкові.